# Конта, Йоханна
Йоханна Конта (венг. Johanna Konta; родилась 17 мая 1991 года в Сиднее, Австралия) — теннисистка венгерского происхождения, по ходу своей игровой карьеры представлявшая на соревнованиях Австралию и Великобританию; полуфиналистка трёх турниров Большого шлема в одиночном разряде; победительница четырёх турниров WTA в одиночном разряде; бывшая четвёртая ракетка мира в одиночном разряде.

## Общая информация
Йоханна — одна из двух дочерей Габора и Габриэллы Конты; её сестру зовут Эмеше.
Уроженка Сиднея пришла в теннис вместе с родителями — в восемь лет.
Семейство Конта весьма активно передвигается по миру: родители Йоханны имеют венгерское гражданство и в Австралию приехали незадолго до рождения первой дочери. Когда увлечение уроженки Сиднея теннисом в достаточной степени сформировалось им пришлось ещё немало поездить по миру: Конта успела потренироваться в академии Санчеса-Касаля в Барселоне, академии Роддика-Лавалля в Техасе и в Weybridge Tennis Academy в Великобритании. В последней Конта привлекла внимание тренерского корпуса LTA, который уговорил её принять британское гражданство и свою финансовую поддержку.
12 декабря 2021 года Йоханна вышла замуж за Джексона Уэйда. 12 сентября 2022 года у пары родилась дочь — Эммилин.

## Спортивная карьера

### Начало карьеры
На юниорском уровне Йоханна провела ряд неплохих турниров и смогла максимально достичь в 2008 году 11-го места юниорского рейтинга. В мае того года она выиграла первый взрослый турнир — на 10-тысячнике из цикла ITF. В 2009 году Конта выиграла один титул на 25-тысячнике ITF в Канаде. В мае 2010 года она выиграла турнир уже с призовым фондом в 50 000 долларов в США. В июне 2011 года Конта впервые через квалификацию смогла попасть на турнир WTA; дебют состоялся в Копенгагене матчем против Луции Шафаржовой.
Весной 2012 года Конта стала гражданкой Великобритании, благодаря чему получила специальное приглашение на Уимблдонский турнир, который стал для неё первым турниром серии Большого шлема в карьере. В первом круге в упорном матче Конта уступила 28-й сеянной американке Кристине Макхейл (7-6, 2-6, 8-10). На следующий Большой шлем — Открытый чемпионат США, она попала уже через квалификацию и доиграла до второго раунда, обыграв Тимею Бабош. С 2012 по 2014 год Конта закрепляется во второй сотне рейтинга.
В феврале 2013 года она дебютировала за сборную Великобритании в Кубке Федерации. В июне она впервые поднялась в топ-100 мирового рейтинга. Летом того же года Йоханна выиграла самый значимый на тот момент титул из цикла ITF, взяв его на 100-тысячнике в Ванкувере. В сентябре на турнире в Гуанчжоу ей впервые удалось доиграть до четвертьфинала соревнований в рамках WTA-тура.
В 2015 году Конта смогла выйти на новый уровень. В мае она взяла парный приз 100-тысячника ITF в Кань-сюр-Мере в команде с Лорой Торп. В июне Йоханна дважды доиграла до четвертьфинала травяных турниров WTA (в Ноттингема и Истборне). На турнире в Истборне она к тому же одержала первую победу над теннисисткой из топ-10, обыграв во втором раунде Екатерину Макарову (№ 8 в мире на тот момент). Летом Конта выиграла 50-тысячник ITF в Гранби, а затем сделала победный дубль, взяв кубок в одиночках и в парах (с Марией Санчес), на 100-тысячнике в Ванкувере.
До Открытого чемпионата США 2015 года на турнирах Большого шлема в основной сетке одиночного разряда Конта играла 7 раз и выиграла всего один матч. В этом же году на Большом шлеме в Нью-Йорке, пройдя квалификацию, она последовательно обыграла американку Луизу Чирико (6-3, 6-0), 9-ю сеянную испанку Гарбинье Мугурусу (7-6, 6-7, 6-2), 18-ю сеянную Андреа Петкович из Германии (7-6, 6-3). В 1/8 финала Конта уступила пятой ракетке турнира Петре Квитовой (5-7, 3-6). Благодаря первому в карьере выходу в четвёртый раунд турнира Большого шлема, британская теннисистка переместилась на 58-е место рейтинга, а позже осенью впервые вошла в топ-50. Новый подъем в рейтинге произошел после выхода Йоханны в четвертьфинал турнира серии Премьер 5 в Ухане. В третьем раунде она смогла победить вторую ракетку мира Симону Халеп со счётом 6-3, 3-6, 7-5.

### 2016—2017 (полуфиналы Австралии и Уимблдона, сезоны в топ-10)
С 2016 года Конта смогла улучшить свою игру и войти в элиту мирового тенниса. На Открытом чемпионате Австралии 2016 года, впервые попав в основную сетку этого турнира, она обыграла 8-ю сеянную Винус Уильямс (6-4, 6-2), китаянку Чжэн Сайсай (6-2, 6-3), чешку Денису Аллертову (6-2, 6-2), 21-ю сеянную россиянку Екатерину Макарову (4-6, 6-4, 8-6). Конта стала первой теннисисткой из Великобритании с 1984 года, дошедшей до 1/4 финала турнира Большого шлема в одиночном разряде. В четвертьфинале она встретилась с неожиданно пробившейся в эту стадию из квалификации китаянкой Чжан Шуай. Йоханна уверенно выиграла со счётом 6-4, 6-1 и вышла в полуфинал, где уступила шестой ракетке мира Анжелике Кербер (5-7, 2-6). После выступления в Австралии Йоханна поднялась в топ-30.
В феврале 2016 года вышла в четвертьфинала турнира в Монтеррее, в марте она доиграла до четвёртого раунда Премьер-турнира высшей категории в турнира в Индиан-Уэлсе, а затем прошла в 1/4 финала на турнире такого же статуса в Майами. В грунтовой части сезона британка не добилась особых успехов. Лучшим результатом стал выход в третий раунд в Риме и победа на этом турнире над № 7 в мире Робертой Винчи. В июне она смогла выйти в полуфинал турнира в Истборне. В июле Конта, наконец-то, сумела выйти в дебютный финал в Туре и сразу же это завершилось титулом. Она победила на Премьер-турнире в Станфорде, где в финале была обыграна № 7 в мире Винус Уильямс — 7-5, 5-7, 6-2. На следующем турнире в Монреале Йоханна добралась до четвертьфинала.
В августе 2016 года Конта сыграла на дебютных для себя сыграла на Олимпийских играх, которые проводились в Рио-де-Жанейро. В одиночном разряде она смогла выйти в четвертьфинал, благодаря победе над № 10 в мире Светланой Кузнецовой, Побороться за медаль ей помешала серебряный призёр той Олимпиады Анжелика Кербер из Германии. Также она сыграла в женских парах (с Хезер Уотсон проиграла во втором раунде) и в миксте (с Энди Марреем выбыла в первом). На Открытом чемпионате США британская теннисистка смогла выйти в четвёртый раунд.
В октябре 2016 года Конта прекрасно выступила на китайских турнирах серии Премьер. Сначала она вышла в четвертьфинал в Ухане, переиграв восьмую ракетку мира Карлу Суарес, а затем вышла в финал престижного турнира в Пекине, нанеся поражение по пути двум теннисисткам из топ-10 (Каролине Плишковой и Мэдисон Киз). В решающем матче Йоханна все же уступила польской спортсменке Агнешке Радваньской — 4-6, 2-6. Эти результаты позволили ей впервые подняться в топ-10 и стать первой британской теннисисткой с 1984 года в первой десятке женского рейтинга. Конта имела большой шанс сыграть на Итоговом турнире в Сингапуре, но в последний момент её в рейтинге опередила россиянка Кузнецова, завоевавшая Кубок Кремля. В итоге Йоханна сыграла на втором по значимости Итоговом турнире — Трофей элиты WTA, где в группе победив Каролин Гарсию и Саманту Стосур вышла в полуфинал. Путь в финал ей преградила Элина Свитолина из Украины.
По итогам сезона 2016 года Конта смогла занять 10-е место рейтинга WTA. Её достижения в 2016 году были отмечены женской ассоциацией и она получила награду за лучший прогресс года.
В 2017 году Конта смогла сохранить хороший уровень игры и закрепиться в элите. Сезон она начала с выхода в полуфинал турнира в Шэньчжэне. На следующем турнире в Сиднее Йоханна вышла в финал, в котором взяла реванш за прошлогоднее поражение в Пекине у третьей в мире Агнешки Радваньской, уверенно победив её: 6-4, 6-2. Это второй WTA-титул в карьере британки. Все матчи на турнире она выиграла в двух сетах. На Открытом чемпионате Австралии, где Конта год назад дошла до полуфинала, на этот раз смогла доиграть до четвертьфинала, где путь ей преградила легендарная Серена Уильямс, будущая победительница этого турнира. Йоханна проиграла американке — 2:6, 3:6.
Весной на турнире высшей категории Премьер Конта смогла достигнуть самой значительной победы в карьере. Она достигла финала этого турнира во Флориде, обыграв по пути Александру Саснович, Полин Пармантье, Лару Арруабаррену, № 4 в мире Симону Халеп и в полуфинале Винус Уильямс — 6:4, 7:5. В финале была уверенно побеждена успешная в этом сезоне Каролина Возняцки из Дании — 6:4, 6:3. Это третий WTA-титул Йоханны и после своей победы она поднялась на 7-ю строчку рейтинга.
Грунтовая часть сезона вновь сложилась для британки не лучшим образом — всего два выигранных матча на четырёх турнирах. Несмотря на это, на 17 мая Йоханна Конта поднялась на шестое в мире в рейтинге, а в Чемпионской гонке на третье место. Результаты вернулись к Йоханне в июне с переходом на траву. В начале она вышла в финал турнира в Ноттингеме, но не смогла обыграть Донну Векич (6-2, 6-7(3), 5-7). Почти через две недели Конта вышла в полуфинал в Истборне, в 1/4 финала впервые в карьере обыграв действующую первую ракетку мира, которой на тот момент была Анжелика Кербер (6-3, 6-4). Набрав отличную форму, Конта сыграла на Уимблдонском турнире, где выиграла у Се Шувэй, Донны Векич, Марии Саккари, Каролин Гарсии. В четвертьфинале Конта на радость местной публике смогла переиграть № 2 в мире Симону Халеп со счётом 6-7(2), 7-6(5), 6-4. В борьбе за выход в финал она проиграла опытной Винус Уильямс — 4-6, 2-6. Конта стала первой представительницей Великобритания, дошедшей до полуфинала Уимблдона с 1978 года. Благодаря этому результату, она на время достигла наивысшей позиции для себя в мировом рейтинге, заняв 4-ю строчку.
После Уимблдона последовал спад. Лучшим результатом до конца сезона стал выход в четвертьфинал в августе на турнире серии Премьер 5 в Цинциннати. В конце сезона Конта не смогла принять участие в Итоговых турнирах из-за травмы ноги. Она завершила год на 9-м месте, а в октябре решила расстаться с тренером Вимом Фиссетом.

### 2018—2021 (полуфинал на Ролан Гаррос и завершение карьеры)
Сезон 2018 года Конта начала с выступления на турнире в Брисбене, где добралась до четвертьфинала. В этом сезоне в её игре наметился спад. На Открытом чемпионате Австралии она не прошла дальше второго круга. В марте на турнире в Майами она показала лучший для себя результат в первой части сезона, пройдя в четвёртый раунд. К апрелю она потеряла место в топ-20. В июне небольшой проблеск произошёл на турнире в Ноттингеме, где Конта второй год подряд вышла в финал. Здесь её обыграла австралийка Эшли Барти — 3-6, 6-3, 4-6. В начале августа Йоханна смогла доиграть до 1/4 финала турнира в Сан-Хосе. Далее хорошие результаты так и не пришли к британке. Единственный хороший турнир она выдала в конце сезона — в Москве, где смогла выйти в полуфинал. По итогам сезона Конта заняла лишь 39-е место.
В 2019 году Конта смогла улучшить игру. Старт сезона оказался неудачным, но в грунтовом отрезке сезона она подтянула результаты. В апреле 2019 года Йоханна принимала участие на турнире в Рабате, где дошла до финала, но проиграла теннисистке из Греции Марии Саккари 6-2, 4-6, 1-6. Конта смогла показать качественный теннис и в мае на турнире серии Премьер 5 в Риме смогла дойти до финала, обыграв в том числе двух теннисисток из топ-10 (Слоан Стивенс и Кики Бертенс) В финале она уступила теннисистке из Чехии Каролине Плишковой со счётом 3-6, 4-6. Итогом хороших результатов на грунте стал выход в полуфинал на Открытом чемпионате Франции, где ранее Конта четыре сезона подряд выбывала уже в первом раунде. Выступление на кортах Ролан Гаррос позволило британке вернуть место в топ-20.
На Уимблдонском турнире Конта также добилась достойного результата, пройдя в четвертьфинал и обыграв двух теннисисток из топ-10 (Слоан Стивенс и Петру Квитову). На Открытом чемпионате США она также смогла дойти до четвертьфинала, переиграв в четвёртом раунде № 3 в мире Каролину Плишкову (6-7, 6-3, 7-5). В борьбе за 1/2 финала она проиграла украинке Элине Свитолиной в двух сетах. Из-за травмы колена британка после выступлений в Нью-Йорке досрочно завершила сезон и финишировала 12-й в итоговом рейтинге.
Старт сезона 2020 года для Йоханны получился плохим. Первого полуфинала она достигла в марте на турнире в Монтеррее. После паузы в сезоне она смогла выйти в полуфинал Премьер-турнира в Нью-Йорке. На Открытом чемпионате США выступление закончилось поражением во втором раунде, а на, перенесенном на осень, Ролан Гарросе Конта проиграла в первом же раунде. По итогам года она стала 14-й в рейтинге.
На Открытом чемпионате Австралии Конта не доиграла свой матч первого раунда против Кайи Юван из-за травмы брюшной полости. Она проиграла в первом матче на стадии второго раунда Шелби Роджерс в Аделаиде. Затем Конта за три месяца сыграла только три турнира: проиграла в третьем раунде Петре Квитовой в Майами, во втором раунде Анастасии Севастовой в Мадриде и в первом раунде Елене Остапенко в Риме. Конта также проиграла в первом раунде Открытого чемпионата Франции — Соране Кырстя из Румынии.
В июне Конта выиграла свой первый титул за четыре года на турнире, где до этого дважды играла в финале — в Ноттингеме на траве. Обыграв Лесли Паттинаму Керкхове, Катерину Козлову, Алисон ван Эйтванк и Нину Стоянович на пути в финал, в титульном матче победила Чжан Шуай (6:2, 6:1) менее чем за час. 28 июня 2021 года Йоханна Конта была вынуждена уйти на 10 дневную самоизоляцию из-за близкого контакта с одним из членов ее команды, чей тест на COVID-19 дал положительный результат и из-за этого не сыграла на Уимблдоне. Из-за перенесенной инфекции теннисистка не смогла принять участие в Олимпиаде в Токио. В августе она сыграла два турнира (третий раунд в Монреале и первый раунд в Цинциннати) и больше не выходила на корт.
В декабре 2021 года теннисистка заявила, что завершает карьеру теннисистки.

## Итоговое место в рейтинге WTA по годам
| Год  | Одиночный рейтинг | Парный рейтинг |
| 2021 | 111               | 249            |
| 2020 | 14                | 269            |
| 2019 | 12                | 481            |
| 2018 | 39                | 102            |
| 2017 | 9                 | 275            |
| 2016 | 10                | 110            |
| 2015 | 47                | 104            |
| 2014 | 150               | 285            |
| 2013 | 112               | 393            |
| 2012 | 153               | 505            |
| 2011 | 305               | 354            |
| 2010 | 248               | 574            |
| 2009 | 360               | 723            |
| 2008 | 668               |                |

## Выступления на турнирах

### Финалы турнировWTAв одиночном разряде (9)

#### Победы (4)
| Легенда:                                   |
| ------------------------------------------ |
| Турниры Большого шлема (0)*                |
| Олимпиада (0)                              |
| Итоговый турнир WTA (0)                    |
| Premier Mandatory / WTA 1000 Mandatory (1) |
| Premier 5 / WTA 1000 (0)                   |
| Premier / WTA 500 (2)                      |
| International / WTA 250 (1)                |

| Титулы по покрытиям | Титулы по месту проведения матчей турнира |
| ------------------- | ----------------------------------------- |
| Хард (3)*           | Зал (0)                                   |
| Грунт (0)           | Зал (0)                                   |
| Трава (1)           | Открытый воздух (4)                       |
| Ковёр (0)           | Открытый воздух (4)                       |

* количество побед в одиночном разряде.
| №  | Дата           | Турнир                    | Покрытие | Соперница в финале  | Счёт        |
| 1. | 24 июля 2016   | Станфорд, США             | Хард     | Винус Уильямс       | 7-5 5-7 6-2 |
| 2. | 13 января 2017 | Сидней, Австралия         | Хард     | Агнешка Радваньская | 6-4 6-2     |
| 3. | 1 апреля 2017  | Майами, США               | Хард     | Каролина Возняцки   | 6-4 6-3     |
| 4. | 13 июня 2021   | Ноттингем, Великобритания | Трава    | Чжан Шуай           | 6-2 6-1     |

#### Поражения (5)
| №  | Дата           | Турнир                        | Покрытие | Соперница в финале  | Счёт           |
| 1. | 9 октября 2016 | Пекин, Китай                  | Хард     | Агнешка Радваньская | 4-6 2-6        |
| 2. | 18 июня 2017   | Ноттингем, Великобритания     | Трава    | Донна Векич         | 6-2 6-7(3) 5-7 |
| 3. | 17 июня 2018   | Ноттингем, Великобритания (2) | Трава    | Эшли Барти          | 3-6 6-3 4-6    |
| 4. | 4 мая 2019     | Рабат, Марокко                | Грунт    | Мария Саккари       | 6-2 4-6 1-6    |
| 5. | 19 мая 2019    | Рим, Италия                   | Грунт    | Каролина Плишкова   | 3-6 4-6        |

### Финалы турнировITFв одиночном разряде (14)

#### Победы (11)
| Легенда:           |
| ------------------ |
| 100 000 USD (2+2)* |
| 75 000 USD (0)     |
| 50 000 USD (2+1)   |
| 25 000 USD (4+1)   |
| 10 000 USD (3)     |

| Титулы по покрытиям | Титулы по месту проведения матчей турнира |
| ------------------- | ----------------------------------------- |
| Хард (8+2)*         | Зал (0)                                   |
| Грунт (3+2)         | Зал (0)                                   |
| Трава (0)           | Открытый воздух (11+4)                    |
| Ковёр (0)           | Открытый воздух (11+4)                    |

* количество побед в одиночном разряде + количество побед в парном разряде.
| №   | Дата             | Турнир                       | Покрытие | Соперница в финале | Счёт            |
| 1.  | 11 мая 2008      | Мостар, Босния и Герцеговина | Грунт    | Янина Толян        | 6-3 3-6 6-4     |
| 2.  | 22 июня 2009     | Ватерлоо, Канада             | Грунт    | Хейди Эль Табах    | 6-2 3-6 6-3     |
| 3.  | 16 мая 2010      | Роли, США                    | Грунт    | Линдсей Ли-Уотерс  | 6-2 5-7 6-4     |
| 4.  | 22 августа 2010  | Вестенде, Бельгия            | Грунт    | Ники ван Дейк      | 6-1 6-0         |
| 5.  | 16 июля 2011     | Уокинг, Великобритания       | Хард     | Лора Робсон        | 6-4 1-1 — отказ |
| 6.  | 11 сентября 2011 | Мадрид, Испания              | Хард     | Люси Браун         | 6-2 6-1         |
| 7.  | 12 февраля 2012  | Ранчо-Мираж, США             | Хард     | Ленка Винерова     | 6-0 6-4         |
| 8.  | 28 июля 2013     | Виннипег, Канада             | Хард     | Саманта Маррей     | 6-3 6-1         |
| 9.  | 4 августа 2013   | Ванкувер, Канада             | Хард     | Шэрон Фичмен       | 6-4 6-2         |
| 10. | 26 июля 2015     | Гранби, Канада               | Хард     | Стефани Форетц     | 6-2 6-4         |
| 11. | 23 августа 2015  | Ванкувер, Канада (2)         | Хард     | Кирстен Флипкенс   | 6-2 6-4         |

#### Поражения (3)
| №  | Дата           | Турнир                 | Покрытие   | Соперница в финале | Счёт        |
| 1. | 8 февраля 2009 | Саттон, Великобритания | Хард (зал) | Кэти О’Брайен      | 6-3 2-6 4-6 |
| 2. | 29 июля 2012   | Лексингтон, США        | Хард       | Юлия Глушко        | 3-6 0-6     |
| 3. | 12 апреля 2015 | Джексон, США           | Грунт      | Ангелина Калинина  | 3-6 4-6     |

### Финалы турнировITFв парном разряде (7)

#### Победы (4)
| №  | Дата            | Турнир                | Покрытие | Партнёрша    | Соперницы в финале                      | Счёт           |
| 1. | 13 марта 2011   | Ирапуато, Мексика     | Хард     | Тимея Бабош  | Николь Роттманн Макалл Харкинс          | 6-3 6-4        |
| 2. | 26 апреля 2015  | Дотан, США            | Грунт    | Мария Санчес | Паула Кристина Гонсалвес Петра Крейсова | 6-3 6-4        |
| 3. | 10 мая 2015     | Кань-сюр-Мер, Франция | Грунт    | Лора Торп    | Джоселин Рэй Анна Смит                  | 1-6 6-4 [10-5] |
| 4. | 22 августа 2015 | Ванкувер, Канада      | Хард     | Мария Санчес | Ралука Олару Анна Татишвили             | 7-6(5) 6-4     |

#### Поражения (3)
| №  | Дата             | Турнир                   | Покрытие   | Партнёрша      | Соперницы в финале                  | Счёт           |
| 1. | 19 сентября 2011 | Шрусбери, Великобритания | Хард (зал) | Аманда Эллиотт | Мария Жуан Кёлер Каталин Мароши     | 6-7(3) 1-6     |
| 2. | 18 мая 2014      | Сен-Годенс, Франция      | Грунт      | Шэрон Фичмен   | Мария Иригойен Вероника Сепеде Роиг | 5-7 3-6        |
| 3. | 22 февраля 2015  | Сюрпрайз, США            | Хард       | Мария Санчес   | Жаклин Како Кейтлин Кристиан        | 4-6 7-5 [7-10] |

## История выступлений на турнирах
| Турнир                       | 2012  | 2013          | 2014          | 2015          | 2016  | 2017          | 2018          | 2019          | 2020          | 2021          | Итог   | В/П за карьеру |
| ---------------------------- | ----- | ------------- | ------------- | ------------- | ----- | ------------- | ------------- | ------------- | ------------- | ------------- | ------ | -------------- |
| Турниры Большого шлема       |       |               |               |               |       |               |               |               |               |               |        |                |
| Открытый чемпионат Австралии | -     | К             | К             | К             | 1/2   | 1/4           | 2Р            | 2Р            | 1Р            | 1Р            | 0 / 6  | 11-6           |
| Открытый чемпионат Франции   | -     | К             | К             | 1Р            | 1Р    | 1Р            | 1Р            | 1/2           | 1Р            | 1Р            | 0 / 7  | 5-7            |
| Уимблдонский турнир          | 1Р    | 1Р            | 1Р            | 1Р            | 2Р    | 1/2           | 2Р            | 1/4           | НП            | -             | 0 / 8  | 11-8           |
| Открытый чемпионат США       | 2Р    | К             | 1Р            | 4Р            | 4Р    | 1Р            | 1Р            | 1/4           | 2Р            | -             | 0 / 8  | 12-8           |
| Итог                         | 0 / 2 | 0 / 1         | 0 / 2         | 0 / 3         | 0 / 4 | 0 / 4         | 0 / 4         | 0 / 4         | 0 / 3         | 0 / 2         | 0 / 29 |                |
| В/П в сезоне                 | 1-2   | 0-1           | 0-2           | 3-3           | 9-4   | 9-4           | 2-4           | 14-4          | 1-3           | 0-2           |        | 39-29          |
| Олимпийские игры             |       |               |               |               |       |               |               |               |               |               |        |                |
| Олимпийские игры             | -     | Не проводился | Не проводился | Не проводился | 1/4   | Не проводился | Не проводился | Не проводился | Не проводился | -             | 0 / 1  | 3-1            |
| Итоговые турниры             |       |               |               |               |       |               |               |               |               |               |        |                |
| Трофей элиты                 | -     | -             | -             | -             | 1/2   | -             | -             | -             | Не проводился | Не проводился | 0 / 1  | 2-1            |

К — проигрыш в квалификационном турнире.